# Eriksfälts distrikt
Eriksfälts distrikt är ett distrikt i Malmö kommun och Skåne län. 
Distriktet ligger i centrala Malmö. 

## Tidigare administrativ tillhörighet
Distriktet inrättades 2016 och utgörs av en del av området som till 1971 utgjorde Malmö stad med en del som före 1931 utgjort en del av Fosie socken.
Området motsvarar den omfattning Eriksfälts församling hade 1999/2000 och fick 1969 efter utbrytning ur Malmö S:t Johannes församling och Fosie församling.